# Likvidationskommissionen
Likvidationskommissionen var ett av de många reduktionsverk, som inrättades av Karl XI. Det tillsattes genom kungens brev den 19 november 1680, erhöll Klas Fleming till förste ordförande och försågs med vidlyftig instruktion 20 december samma år. Kommissionen hade ursprungligen till uppgift att uppgöra likvid för alla enskildas kronofordringar, vilka härrörde från gjorda försträckningar. obetalda löner och så vidare; men den fick även till uppgift att i varje särskilt fall tillämpa och verkställa den så kallade Stora kommissionens och Kammarkommissionens i allmänna ordalag avfattade domar. Dessutom efter 1686 års riksdag tillkom behandlingen av pantgods och dess räntor.
Efter Flemings död, 1685, förordnades Jacob Gyllenborg att föra direktionen i likvidationsverket, men 1690 blev kammarrådet Hans Billingschöld ett slags ställföreträdare eller vice ordförande med skyldighet att i viktiga ärenden rådgöra med Gyllenborg. Arbetet gick undan under Karl XI:s egen högsta uppsikt och vid slutet av 1689 förklarades det mesta vara undangjort. Det som fanns kvar höll ändå kommissionen sysselsatt under den återstående delen av Karl XI:s regering. I januari 1702 hemställde kommissionen själv, att den skulle upphöra, men Kungen resolverade, att "den skulle continuera med de importantasto ärendenas afgörande". I april 1716 framlade emellertid en bland kommissionens egna tjänstemän ett besparingsförslag om att "lägga likvidationsverket under Kammarkollegium såsom ett särskilt kontor under en särskild kamrerare", och sedan kommissionen själv biträtt detta förslag beslöt Kungliga M:t 1717, att både reduktions- och likvidationskommissionerna skulle upphöra som särskilda ämbetsverk och hädanefter blott under Kammarkollegiets överinseende handlägga målen.
Sedan vid 1719 års riksdag klagomål anförts över att vid reduktionsåtgärderna åtskilliga med orätt berövats sin egendom, beslöt ständerna, att all vidare reduktion skulle upphöra, samt lovade sig att vid nästa riksdag tillsätta oväldige män att granska reduktions- och likvidationsförordningarna från enväldets tid för att åstadkomma den rättelse som kunde vara nödig. 1720 utsågs därpå vissa kommitterade av ständerna med uppdrag att till nästa riksdag inkomma med förslag i saken; och sedan 1723 en berättelse av dessa ingått, beslöt ständerna, att undersökning och rättelse borde ske i vissa fall, nämligen:
- om någon måst avstå köpe- eller pantgods till kronan, utan att erhålla köpe- eller pantskilling eller vederlag.
- om någon tvingats lämna sin egendom på grund av sedermera som oriktiga befunna gravationer.
- om någon givit vederlag för reducerat gods, men kronan behållit både gods och vederlag.

Man beslöt även att för detta ändamål en ständernas kommission över reduktions- och likvidationsverket borde tillsättas. Denna kommission, som tillsattes samma år och ofta kallas reduktions- och likvidationskommissionen, satte först den 6 april 1725 som slutdatum för inlämnande av eventuella klagomål, men detta slutdatum blev efter hand framflyttat till 1728 års slut, varefter omsider jämlikt beslut vid 1734 års riksdag 1735 års slut bestämdes som slutdatum för klagomålens bevakande. Kommissionens arbeten fortgick därpå till år 1747 då den till följd av riksdagens beslut upphörde och återstående reduktions- och likvidations-mål överlämnades till Kammarkollegium. Ordföranden i kommissionen var Olof Törnflycht och efter dennes död (1737) Carl Ehrenpreus.